# توماس سيدجريفز
توماس سيدجريفز (مواليد 25 أكتوبر 1831 - 23 ديسمبر 1889) كان قاضيًا ورئيسًا للمحكمة العليا في المستوطنات البريطانية الهندية عام 1871-1886.
ولد سيدجريفز في بريستون، لانكشر من عائلة كاثوليكية، وهو الابن الثاني لجورج سيدجريفز. تلقى تعليمه في كلية ستونيهورست وجامعة لندن، وحصل على درجة البكالوريوس في عام 1853. حصل على لقب فارس في عام 1874 للخدمة في الهند البريطانية. تزوج من باربرا يونغ، ولديه ستة أطفال، منهم السير آرثر سيدجريفز، رئيس شركة رولز رويس.
مات بالانتحار في جريت مالفيرن، أطلق النار على نفسه في صدره في حديقته، وكان يعاني من الاكتئاب بسبب الخسائر المالية في سنواته الأخيرة، على الرغم من أنه كان يحق له الحصول على معاش سنوي قدره 1200 جنيه إسترليني (ما يعادل 133000 جنيه إسترليني في عام 2019).